# Hockey Club de Colmar
Le Hockey Club de Colmar (HCC)  est un club français de hockey sur glace basé à Colmar. Surnommés les Titans de Colmar, ils évoluent en Division 3 nationale.

## Histoire

### La division 3, un championnat historique
Les Titans de Colmar sont présents en Division 3 au début des années 2000 avant un petit arrêt et une reprise dans cette compétition en 2006-2007. Pendant 11 années le club va évoluer dans la 4e division française. Les trois premières années, le club évolue en fond de classement. La remontée rapide de Mulhouse va alors laisser de la place au développement colmarien. Une partie des anciens Scorpions rejoint ainsi le club voisin qui finira pour la première fois dans le top 10 du championnat en 2009-2010. Un top 10 qu'ils ne quitteront qu'une fois en 2013-2014. 
À l'aube de leur onzième année consécutive dans ce championnat, le club débute un rapprochement avec les Scorpions de Mulhouse. Déjà partenaires chez les jeunes, les Titans vont bénéficier de jeunes joueurs mulhousiens en prêt. Sous la houlette de Genia Kouznetsov qui devient coach à plein temps de l'équipe —après 3 ans de transition — les Titans se qualifient pour la première fois au carré final et finissent second, place synonyme d'une montée. En 11 saisons en Division 3, les Titans auront était l'une des places fortes du hockey dans cette division. Jonathan Boehrer, buteur attitré des Titans, est même le meilleur marqueur des dix dernières années dans la division.

### Découverte de la Division 2
Avec la montée en Division 2, les Titans bénéficient d'encore plus de jeunes joueurs prêtés par les Scorpions de Mulhouse. En plus de partager leurs équipes jeunes, les deux clubs partagent aussi le même sponsor principal à savoir Synerglace. Les Titans finissent leur première saison en Division 2 à une belle 6e place, ils échouent ensuite dès le premier tour des play-offs.
Au fur et à mesure des saisons le partenariat avec les Scorpions de Mulhouse s'intensifie et l'Étoile noire de Strasbourg s'ajoute à l'équation. L'équipe des Titans de Colmar se compose donc en majeure partie de jeunes joueurs des deux clubs.

### Effectif
| No    | Nom                   | Nat. | Position       | Arrivée                           |
| ----- | --------------------- | ---- | -------------- | --------------------------------- |
|       | Isaac Charpentier     |      | Gardien de but | Prêt - Scorpions de Mulhouse      |
|       | Fabien Glachant       |      | Gardien de but | Prêt - Étoile noire de Strasbourg |
|       | Arthur Krauss         |      | Gardien de but | Prêt - Étoile noire de Strasbourg |
|       | Nils Brun             |      | Gardien de but | Prêt - Étoile noire de Strasbourg |
| +007, | Félix Rousseau        |      | Défenseur      | Prêt - Étoile noire de Strasbourg |
| +011, | Milo Avoine           |      | Défenseur      | Prêt - Étoile noire de Strasbourg |
| +017, | Léopold Beckmann      |      | Défenseur      | Prêt - Étoile noire de Strasbourg |
| +017, | Owen Dugas            |      | Défenseur      | Prêt - Étoile noire de Strasbourg |
| +019, | Lélian Vix            |      | Défenseur      | Prêt - Étoile noire de Strasbourg |
| +021, | Joachim Sonnet        |      | Défenseur      | Prêt - Scorpions de Mulhouse      |
| +049, | Pierre Garnier        |      | Défenseur      | Prêt - Étoile noire de Strasbourg |
|       | Eliott Weber          |      | Défenseur      | Prêt - Étoile noire de Strasbourg |
|       | Raphaël Brites        |      | Défenseur      | Prêt - Étoile noire de Strasbourg |
|       | Thibaut Le Nagard     |      | Défenseur      | Prêt - Étoile noire de Strasbourg |
| +002, | Anthony Conti         |      | Attaquant      | 2021 - AS Pergine                 |
| +005, | Antonin Germond       |      | Centre         | Prêt - Scorpions de Mulhouse      |
| +006, | Julien Burgert – A    |      | Attaquant      | 2020 - Étoile noire de Strasbourg |
| +008, | Colin Delatour        |      | Attaquant      | Prêt - Étoile noire de Strasbourg |
| +009, | Jonas Bourdages       |      | Attaquant      | Prêt - Étoile noire de Strasbourg |
| +010, | Maxime Mathieu – C    |      | Attaquant      | 2012 - Bouquetins de Val-Vanoise  |
| +013, | Alexis Hermant        |      | Attaquant      | Prêt - Scorpions de Mulhouse      |
| +014, | Anthony Goncalves – A |      | Centre         | 2021 - Corsaires de Nantes        |
| +015, | Théo Perrenoud        |      | Attaquant      | Prêt - Étoile noire de Strasbourg |
| +023, | Ludovic Vinals        |      | Attaquant      | Prêt - Étoile noire de Strasbourg |
| +034, | Corentin Cruchandeau  |      | Ailier         | Prêt - Scorpions de Mulhouse      |
| +049, | Quentin Borg          |      | Attaquant      | Prêt - Étoile noire de Strasbourg |
| +083, | Enzo Poirot           |      | Attaquant      | Prêt - Étoile noire de Strasbourg |
|       | Enzo Labat            |      | Attaquant      | Prêt - Étoile noire de Strasbourg |
|       | Théo Lobstein         |      | Attaquant      | Prêt - Étoile noire de Strasbourg |
|       | Adam Benzaid          |      | Attaquant      | Prêt - Scorpions de Mulhouse      |
|       | Arthur Pousse         |      | Attaquant      | Prêt - Étoile noire de Strasbourg |

## Logos
Le logo des Titans représente la massue que l'on retrouve aussi sur les armoiries de la ville.

Ancien logo.
Ancien logo.
Logo actuel.